# Sarkad
Sarkad je mesto na Madžarskem, ki upravno spada pod podregijo Sarkadi Županije Békés.